# Alfredo Montoya Melgar
Alfredo Montoya Melgar (Madrid, 25 de septiembre de 1937-28 de marzo de 2025) fue un jurista y profesor universitario español. Catedrático de Derecho del Trabajo y de la Seguridad Social de la Universidad Complutense de Madrid, fue entre 2017 y 2022 magistrado del Tribunal Constitucional de España.

## Biografía
Nacido en Madrid en 1937, obtuvo la licenciatura en Derecho por la Universidad de Sevilla en 1960 y en la misma universidad se doctoró, con premio extraordinario, en 1962 con la tesis titulada El poder de dirección del empresario. Es catedrático emérito de Derecho del Trabajo y de la Seguridad Social de la Universidad Complutense de Madrid, donde ejerció como profesor y fue director del Departamento de Derecho del Trabajo y de la Seguridad Social (1989-2007). Con anterioridad fue catedrático de Derecho del Trabajo en la Universidad de Murcia, donde fue decano de la Facultad de Derecho entre 1975 y 1978. También pertenece al Cuerpo Superior de Inspectores de Trabajo y Seguridad Social.
También fue consejero del Consejo Económico y Social de España y presidente de la Comisión de Relaciones Laborales, Empleo y Seguridad Social de este organismo.
Es doctor honoris causa por la Universidad Central del Este (República Dominicana) (2001), por la Universidad Rey Juan Carlos (2006) y por la Universidad de Murcia (2008).
En 2017 fue nombrado magistrado del Tribunal Constitucional de España a propuesta del Senado . Tomó posesión del cargo el 14 de marzo de 2017 . Cinco años más tarde, el 28 de julio de 2022 renunció, por motivos de salud, al cargo de magistrado del Tribunal Constitucional español.